# Bryum subpercurrente
Bryum subpercurrente là một loài rêu trong họ Bryaceae. Loài này được Thér. mô tả khoa học đầu tiên năm 1930.